# Казе Форлај (Болоња)
Казе Форлај (итал. Case Forlai) је насеље у Италији у округу Болоња, региону Емилија-Ромања.
Према процени из 2011. у насељу је живело 38 становника. Насеље се налази на надморској висини од 957 м.